# Brissia Mayagoitia
Brissia Daniela Mayagoitia Orta (Saltillo, Coahuila; 3 de agosto de 1991), más conocida como Brissia Mayagoitia o simplemente Brissia, es una cantante mexicana que fue miembro del grupo mexicano llamado La Nueva Banda Timbiriche.

## Carrera
En 2004 participó en la segunda edición del reality show infantil Código Fama, donde obtuvo el quinto lugar con el 12 % de las votaciones, obteniendo su medalla de plata. En 2006 participó en el reality show de canto Quinceañera: Mamá quiero ser artista, de la cadena Telemundo. En el programa, un grupo de chicas adolescentes, como Allison Iraheta, Olivia Bonilla, y otros de los antecedentes hispanos y latinos compitieron en un concurso de canto por el premio principal de $50 000 y un contrato de grabación. Brissia llegó quedar dentro de las finalistas y obtuvo el segundo lugar. En 2007 participó en otro reality show de Televisa, Buscando a Timbiriche: La Nueva Banda, donde fue escogida para ser la primera integrante del nuevo grupo, a la que se le unieron Fernanda, Alberto, Gaby, Eduardo, Tayde, y al final Yurem; juntos formaron La Nueva Banda Timbiriche y lanzaron un disco, pero a los pocos meses de su integración Brissia dejó la banda para iniciar una carrera como solista.
En 2012 posó totalmente desnuda para la revista Playboy México del mes de enero de 2013.

## Discografía

### ConLa Nueva Banda Timbiriche
| La Nueva Banda Timbiriche - Lanzado: 2007 - Sencillos: - Tú, tú, tú, - Aunque Digas, - Solo tú - Ventas: 85,000 |

## Filmografía

### Reality shows
- 2004: Código Fama 2.ª Edición - 5.° lugar
- 2006: Quinceañera - 2.° lugar
- 2007: Buscando a Timbiriche: La Nueva Banda - 1.era integrante
- 2021: Survivor México - 5.ª eliminada

### Teleseries
- 2007: La Rosa de Guadalupe